# Oto Luthar
Oto Luthar, slovenski zgodovinar in univerzitetni profesor, * 11. avgust 1959, Murska Sobota.

## Življenje in delo
Študiral je zgodovino na Filozofski fakulteti v Ljubljani, kjer je doktoriral leta 1992. Zaposlil se je na Znanstvenoraziskovalnem centru Slovenske akademije znanosti in umetnosti (ZRC SAZU) in je njegov dolgoletni direktor.
Kasneje je poučeval na Pedagoški fakulteti v Mariboru, kot gostujoči profesor pa tudi na Univerzi v Novi Gorici in Univerzi Yale. 
Področja njegovega raziskovanja so sodobna zgodovina idej, socialna in kulturna zgodovina 19. in 20. stoletja, teorija in zgodovina zgodovinopisja, filozofija zgodovine. Leta 2011 je prejel avstrijski častni križ za njegova prizadevanja za izboljšanje znanstvenega sodelovanja ZRC z avstrijskimi znanstvenimi ustanovami na področjih zgodovine, umetnostne zgodovine, etnologije, slavistike, muzikologije in filozofije.
Med letoma 2010 in 2012 je sodeloval v projektu Neglected Holocaust: Remembering the Deportation of the Jews in Slovenia. Isto leto je začel tudi z delom v projektu (Pre)oblikovanje spomina na prelomna obdobja v slovenski zgodovini 20. stoletja, ki pa je trajal vse do leta 2014. Leta 2014 pa je začel sodelovati v projektu Kraji spomina, kraji meje: spomin in identiteta na slovensko-italijanskem mejnem območju v dolgem dvajsetem stoletju, ki pa je trajal do leta 2017. 
Poročen je s sociologinjo in univerzitetno profesorico Bredo Luthar.